# Rio Almășel
O Rio Almăşel é um rio da Romênia afluente do rio Balşa, localizado nos distritos de Alba e Hunedoara.